# Гредескул, Сергей Андреевич
Сергей Андреевич Гредескул (12 марта 1942 — 7 октября 2023) — советский и израильский физик, доктор физико-математических наук, лауреат Государственной премии УССР (1985).

## Биография
Родился 12 марта 1942 года в Свердловске, куда после начала войны были эвакуированы его родители. Сын доктора технических наук Андрея Борисовича Гредескула, который в течение 30 лет возглавлял кафедру автомобилей Харьковского автодорожного института, и Беллы Семёновны Гредескул (урождённой Песис). Внучатый племянник Николая Андреевича Гредескула — депутата Государственной думы I созыва.
В 1967 году окончил Харьковский государственный университет (ученик физика-теоретика Ильи Михайловича Лифшица).
С 1967 по 1972 год работал в Физико-техническом институте АН УССР. В 1970 году защитил кандидатскую диссертацию:
- К теории флуктуационных уровней в неупорядоченных системах : диссертация … кандидата физико-математических наук : 01.00.00. — Харьков, 1970. — 113 с. : ил.

В 1972—1991 годах старший научный сотрудник Физико-технического института низких температур имени Бориса Веркина АН УССР.
В 1990 году защитил докторскую диссертацию:
- Плотность состояний и задачи прохождения в неупорядоченных системах : диссертация … доктора физико-математических наук : 01.04.02 / АН УССР. Физ.-техн. ин-т низких температур. — Харьков, 1990. — 316 с. : ил.

В 1991 году репатриировался в Израиль. В 1992—2012 годах профессор кафедры физики Университета имени Бен-Гуриона.
Жил в городе Офаким. Убит боевиками ХАМАС 7 октября 2023 года вместе с женой.
Автор более 100 научных публикаций. Соавтор монографии, изданной в Советском Союзе и в США:
- Введение в теорию неупорядоченных систем / И. М. Лифшиц, С. А. Гредескул, Л. А. Пастур. — Москва : Наука, 1982. — 358 с. : ил.; 22 см.
- Introduction to the theory of disordered systems / Il’ya M. Lifshits, Sergeĩ A. Gredeskul a. Leonid A. Pastur ; Transl. from the Russ. by Eugene Yankovsky. — New York etc. : Wiley, Cop. 1988. — XVIII, 462 с. : ил.; 24 см.

Лауреат Государственной премии УССР в области науки 1985 года.

## Сочинения
- Работы И. М. Лифшица по теории неупорядоченных систем / С. А. Гредескул, Л. А. Пастур. — Харьков : Физико-технический ин-т низких температур АН УССР, 1985. — 26 с.; 20 см. — (Препринт / Академия наук Украинской ССР, Физико-технический институт низких температур; 3-85).
- Одномерная локализация и прохождение волн через случайные среды / С. А. Гредескул, В. Д. Фрейлихер. — Харьков : ИРЭ, 1989. — 43 с. : ил.; 20 см. — (Препр. АН УССР, Ин-т радиофизики и электрон.; N 89-378).
- Прохождение частиц и волн через среду с двухзонным законом дисперсии в присутствии случайных точечных рассеивателей / С. А. Гредескул, Л. А. Пастур, П. Шеба. — Дубна : ОИЯИ, 1988. — 23 с.; 22 см. — (Препр. Объед. ин-т ядер. исслед.; Е17-88-805).
- Намагничивание и резонанс в ромбических антиферромагнетиках с взаимодействием Дзялошинского [Текст] / В. М. Гредескул, С. А. Гредескул, В. В. Еременко, В. М. Науменко ; АН УССР. Физ.-техн. ин-т низких температур. — Препринт. — Харьков : [б. и.], 1969. — 29 с. : ил.; 20 см.

## Семья
Жена — Виктория Михайловна Гредескул, кандидат физико-математических наук.